# 池野村 (福岡県)
池野村（いけのむら）は、福岡県宗像郡にあった村。現在の宗像市の一部にあたる。

## 地理
釣川の支流、樽見川の上流域に位置していた。

## 歴史

### 沿革
- 1889年（明治22年）4月1日 - 宗像郡池田村、田野村が合併して村制施行し、池野村が設立[1][2]。
- 1955年（昭和30年）4月1日 - 宗像郡神湊町、田島村、岬村と合併し玄海町を新設して廃止された[1][2]。

### 地名の由来
合併した旧村の名称の一文字ずつを組み合わせたもの。

## 産業
林業、石炭採掘

### 炭鉱
- 池田炭鉱[1]